# Flanders (wielerploeg)
Flanders was een Belgische wielerploeg. Het team bestond van 2000 tot 2007 als een continentale ploeg. Het team was voornamelijk samengesteld uit jonge Vlaamse renners.
Teammanager en ploegleider Frans Assez overleed onverwacht op 2 mei 2006.

## Ploegnamen
| Jaar                                    | Naam | UCI-code |
| --------------------------------------- | --- | -------- |
| 2000-2001 2002 2003 2004 2005-2006 2007 | Flanders-Prefetex RDM-Flanders Flanders-iTeamNova Flanders-Afin.com Flanders Babes Only-Villapark Lingemeer-Flanders | FLA      |

## Bekende renners
- Steven De Neef (2000)
- Denis Flahaut (2006)
- Ivaïlo Gabrovski (2006)
- Daniel Lloyd (2004-2005)
- Eddy Ratti (19/03/2004-2004)
- Bert Scheirlinckx (2002-2005)
- Staf Scheirlinckx (2003)
- Wim Van Huffel (2000)

## Cosponsors
- Prefetex: 2000-2001
- iTeamNova: 2002
- RDM: 2003
- Afin.com: 2004